# استفان آرنگریم
استفان آرنگریم (انگلیسی: Stefan Arngrim؛ زادهٔ ۲۳ دسامبر ۱۹۵۵) بازیگر و موسیقی‌دان اهل کانادا است. وی از سال ۱۹۶۵ میلادی تاکنون مشغول فعالیت بوده‌است.
وی برادرِ هنرپیشهٔ آمریکایی آلیسون آرنگریم است.
از فیلم‌ها یا برنامه‌های تلویزیونی که وی در آن نقش داشته است می‌توان به سرزمین غول‌پیکران اشاره کرد.